# Aubiac, Gironde
Aubiac är en kommun i departementet Gironde i regionen Nouvelle-Aquitaine i sydvästra Frankrike. Kommunen ligger i kantonen Bazas som tillhör arrondissementet Langon. År 2022 hade Aubiac 301 invånare.

## Befolkningsutveckling
Antalet invånare i kommunen Aubiac
Referens:INSEE